# هاري ألين
هاري ألين (25 مارس 1996 - ) (بالإنجليزية: Harry Allen)‏ هو لاعب كريكت بريطاني.

## وصلات خارجية
- هاري ألين على موقع إي آس بي آن كريك إنفو (الإنجليزية)